# خوسه آرانا (بازیکن فوتبال، زاده ۱۹۰۲)
خوسه آرانا (اسپانیایی: José Arana‎; ۶ سپتامبر ۱۹۰۲ – نامشخص) بازیکن و مربی فوتبال اهل پرو بود.
از باشگاه‌هایی که در آن بازی کرده است می‌توان به باشگاه فوتبال اورتون وینیا دل مار و باشگاه فوتبال آلیانزا لیما اشاره کرد.